# Kiyoshige Koyama
Kiyoshige Koyama, née le 15 janvier 1914 à Nagano et mort le 6 juin 2009, est un compositeur japonais.

## Biographie
Kiyoshige Koyama est l'élève de Komei Abe pour la composition. Il a écrit plusieurs œuvres de style national japonais, comme Shina no Bayashi pour orchestre, créé à Tokyo le 3 juin 1946, Kobiki-Uta pour orchestre, créé dans la même ville le 3 octobre 1957 ou encole la suite symphonique Nomen pour un drame nô. Il a notamment écrit plusieurs œuvres pour instruments japonais.

## Œuvres

### Opéras
- Sansho Dayu (créé à Tokyo le 29 mars 1972)

### Musique orchestrale
- Shina no Bayashi ;
- Kobiki-Uta ;
- Nomen ;
- Ainu no Uta pour orchestre à cordes (création à Tokyo le 23 mai 1964)

### Musique de chambre
- Ubusuna pour koto et autres instruments japonais (1962) ;